# Hargo Pancoran
Hargo Pancoran is een bestuurslaag in het regentschap Lampung Selatan van de provincie Lampung, Indonesië. Hargo Pancoran telt 572 inwoners (volkstelling 2010).